# Planococcoides lindingeri
Planococcoides lindingeri är en insektsart som först beskrevs av Bodenheiemr 1924.  Planococcoides lindingeri ingår i släktet Planococcoides och familjen ullsköldlöss. Inga underarter finns listade i Catalogue of Life.